# Circuit El Cluet
El Circuit El Cluet, conegut també com a Circuit del Cluet o Circuit de Montgai, fou un circuit permanent de motocròs d'alt nivell situat a Montgai, Noguera, que tingué activitat internacional entre 1966 i 1986. D'ençà de 1975 fou seu del Gran Premi d'Espanya de motocròs puntuable per al Campionat del Món de 125cc, essent, durant aquella època, un dels principals circuits de motocròs catalans -juntament amb el Circuit del Vallès- i un dels més reconeguts de l'escena internacional.
A finals de la dècada de 1980, el circuit entrà en una fase de declivi que portà al seu abandonament definitiu en qüestió de poc temps. L'any 2008, passats més de 20 anys d'inactivitat, fou rehabilitat i actualment torna a donar servei, hostatjant ara competicions nacionals: el Moto Club Segre i l'Associació Amics del Motocròs de Montgai hi organitzen anualment el "Motocròs Clàssic de Montgai", puntuable per a la Copa Catalana de Clàssiques.

## Situació
El Circuit El Cluet és a tocar de la carretera LV-3025, que uneix Balaguer amb Agramunt, a poca distància del nucli de Montgai. Sortint de Balaguer en direcció Agramunt, el circuit es troba a l'esquerra, just davant de l'àrea de descans existent en un dels darrers revolts que hi ha abans d'arribar a Montgai. Es veu fàcilment gràcies al turó d'El Cluet, que presideix la plana circumdant i dona nom al circuit.

## Característiques
Es tracta d'un circuit natural, amb zones de motocròs antic i d'altiplans, oferint trams ràpids i altres de lents, aptes per a tots els nivells. El terreny és dur i polsegós majoritàriament, per la qual cosa compta amb reg per aspersió. El seu estat és molt bo en general, amb força drenatge.
La característica principal del circuit El Cluet és la seva ubicació, en una esplanada a tocar del turó que li dona nom, recorrent el seu traçat tant la zona plana inferior com el cim del turó. Per tant, disposa de zones molt ràpides a la plana, on hi ha la recta de sortida i diversos revolts força oberts, i després canvia sobtadament un cop comença a enfilar el turó, a base de llargues rampes de pujada que acaben en salts espectaculars. Dalt del turó hi ha també algun revolt ràpid i s'encara tot seguit la vertiginosa baixada, encadenant-s'hi altes rampes i salts en baixada que posen a prova el coratge dels pilots. El circuit es recorre en sentit invers al de les busques del rellotge.
La llargada del traçat ha anat variant a través dels anys: durant les dècades de 1960 i 1970, tenia una longitud de 2.000 m i un traçat mixt on es combinaven revolts de radi ample amb fortes rampes de pujada i baixada (característiques mantingudes al llarg de la seva història). El 1976, amb motiu del II Gran Premi d'Espanya, s'allargà fins als 2.100 m. El 1978, en canvi, feia 1.879 m i oferia una amplada mínima de 8 m.
La longitud actual del circuit, un cop restaurat recentment, és de 1.200 m i, pel que fa al traçat, els seus famosos desnivells s'han conservat i el seu traçat és gairebé idèntic al clàssic de les èpoques dels Grans Premis.
- El circuit El Cluet durant el GP d'Espanya de 1978:

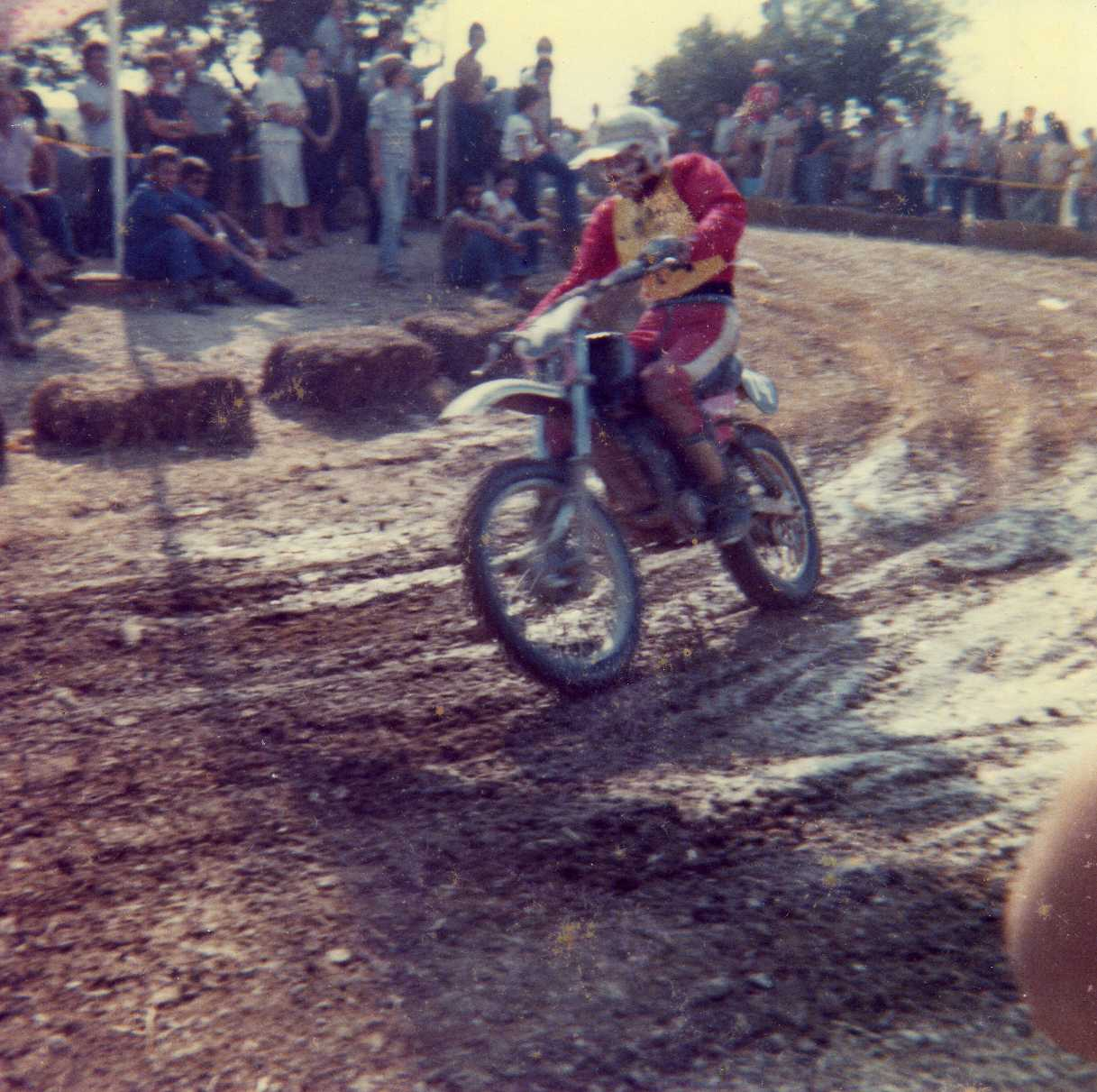
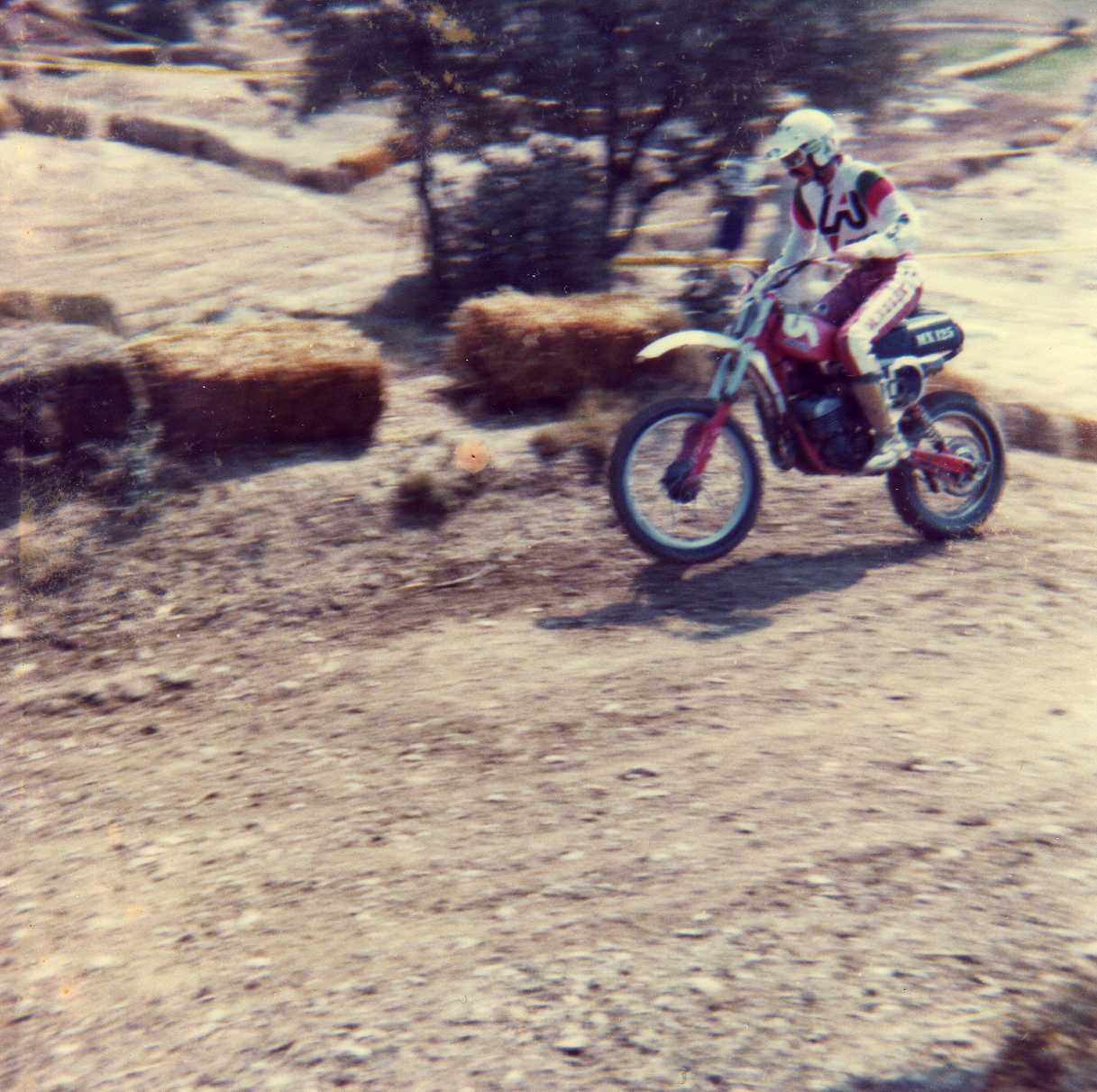
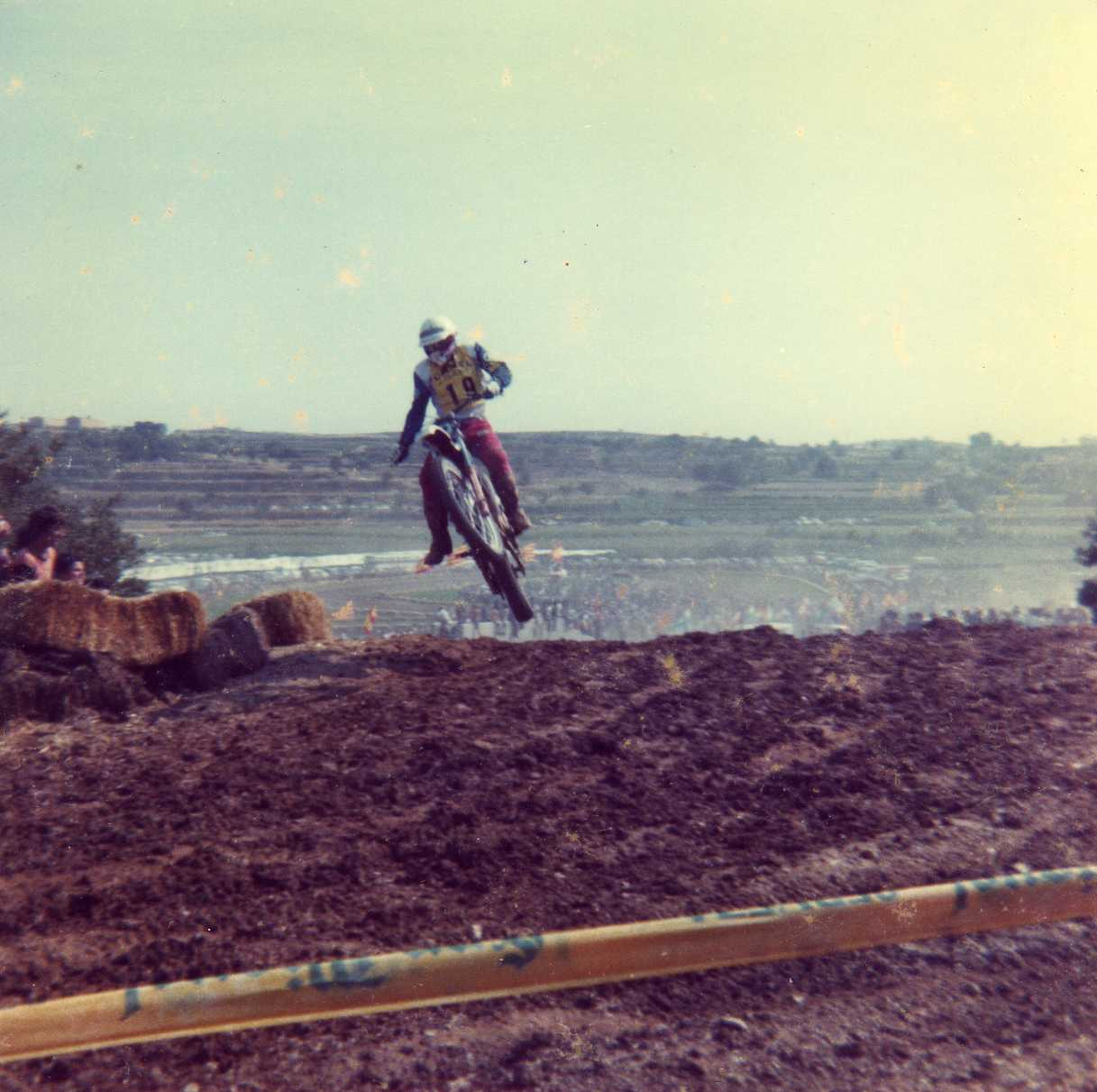
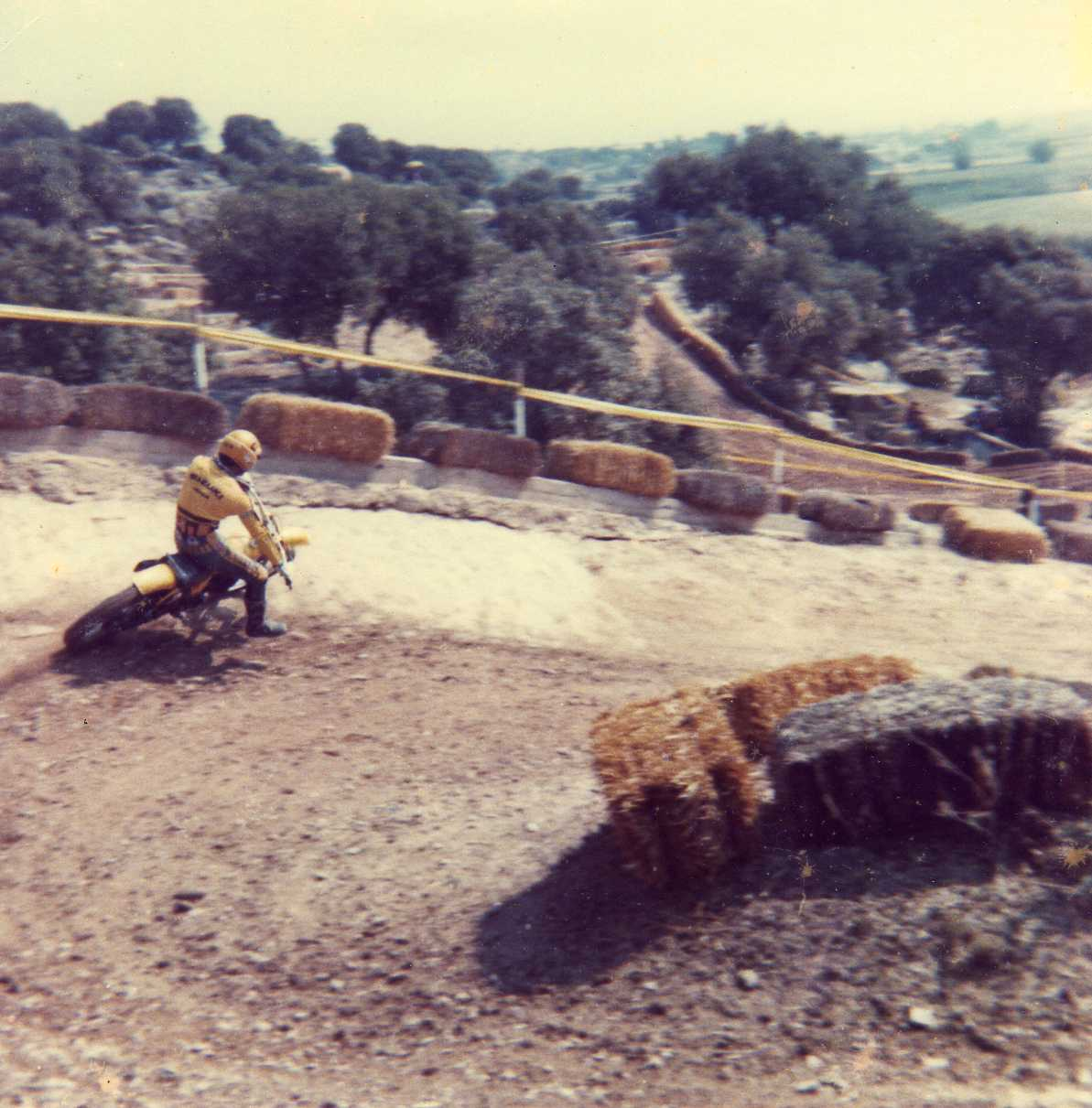

- Yuri Khudiakov (CZ) a la part ràpida inferior
- Ivan Alborghetti (Aprilia) encarant la pujada a la part alta
- Göte Liljegren (KTM) saltant en arribar dalt de tot del turó
- Akira Watanabe (Suzuki) enfilant les rampes de baixada cap a la plana inferior

### Equipaments
El 1975, amb motiu del I Gran Premi d'Espanya, el circuit El Cluet disposava de tribunes d'espectadors amb capacitat per a 1.000 localitats, aparcaments per a 5.000 vehicles i servei de bar dins el mateix recinte. Un any després, el 1976, s'aprofità que se n'allargà el traçat per a instal·lar-hi 1.200 m de canonada de reg, amb 75 boques de reg per aspersió, a fi d'eliminar l'abundant polseguera que s'hi aixecava en èpoques de sequera.
Actualment, un cop restaurat, el circuit segueix comptant amb servei de reg, bar, vàter i altres.

## Història

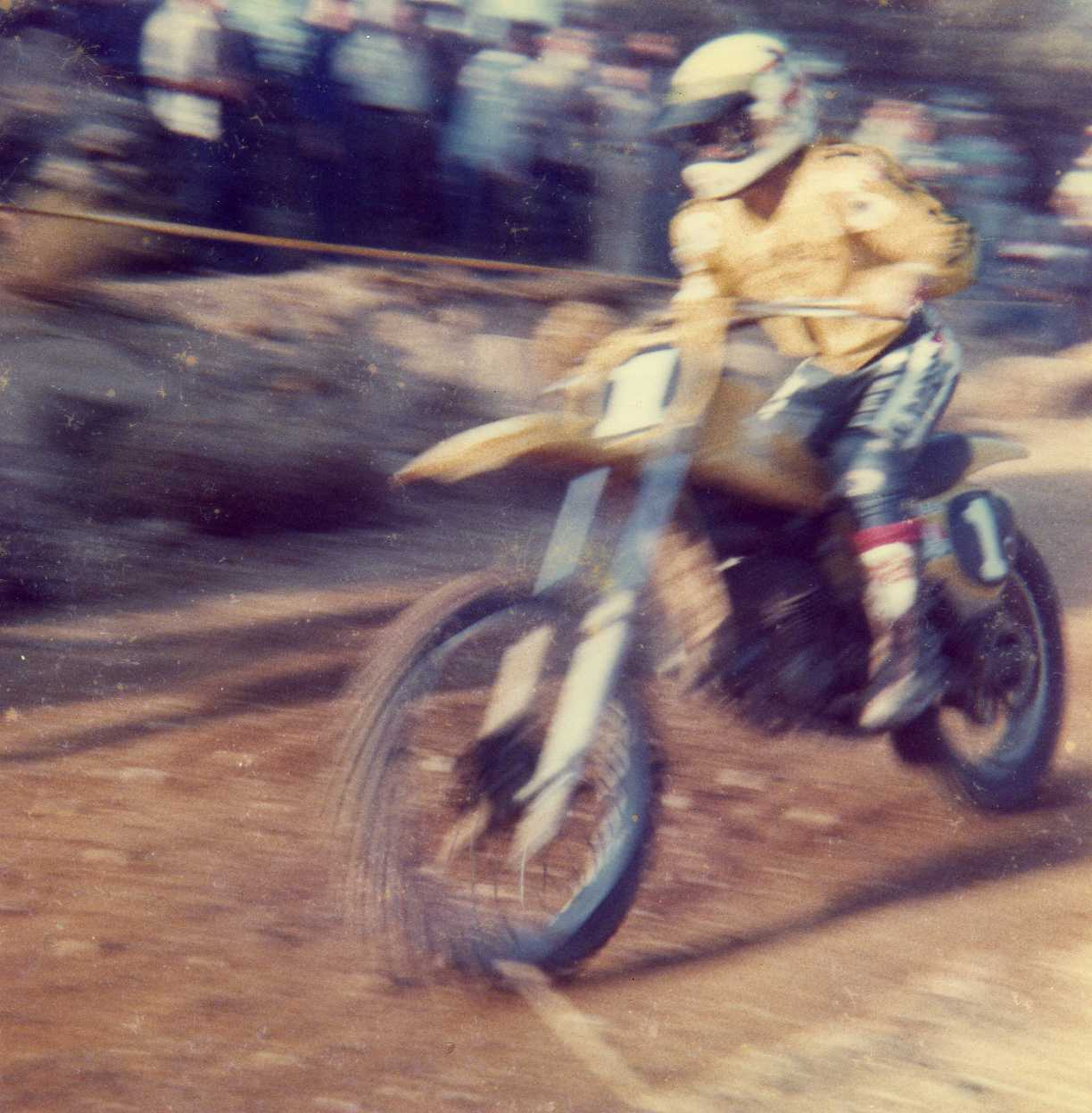
Gaston Rahier amb la Suzuki al Cluet, durant el GP d'Espanya de 125cc de 1978

D'ençà de 1966, el Moto Clubs Segre organitzà una prova de motocròs al Cluet, anomenada Trofeu Ramon Monsonís, que esdevingué internacional ja des de la seva tercera edició, el 1968. El Motocròs Internacional de Montgai es disputà en cilindrades grans fins que, d'ençà de 1973, El Cluet s'especialitzà en la cilindrada dels 125cc tot organitzant-ne la prova estatal puntuable per al Campionat d'Europa, esdevingut Campionat del Món de 125cc a partir de 1975. D'ençà d'aleshores i fins al 1986, El Cluet acollí amb èxit el Gran Premi d'Espanya de la mínima cilindrada, canviant només a la dels 250cc la temporada de 1985, amb motiu de la recent desaparició del Circuit del Vallès, seu històrica d'aquell altre Gran Premi.
Durant dècades, doncs, a Catalunya s'hi celebraren dos dels Grans Premis més reeixits del calendari internacional: el de 250cc a l'abril al Vallès i el de 125cc a l'agost a Montgai. Durant tot aquest període, el Moto Club Segre tenia la seu social a la mateixa localitat de Montgai i estava presidit per Jesús Monsonís, fill del mateix poble i gran impulsor de l'esport del motocròs.
Com a curiositat, el circuit fou seu fins i tot d'una cursa de BMX: el 1983 se n'hi va organitzar una màniga puntuable per al Trofeu de la Generalitat, coincidint amb el Gran Premi de motocròs, aplegant-s'hi més de 20.0000 espectadors.
Un cop el circuit El Cluet caigué en desús després del Gran Premi de 1986, el Moto Club Segre treballà per a cercar-n'hi un digne substitut, aconseguint el seu objectiu amb la creació del Circuit de Motocròs de Catalunya a Bellpuig, no gaire lluny de Montgai. D'ençà de 1994, aquest nou circuit prengué el relleu del Cluet (abans, el 1989, s'hi havia celebrat per primer cop una cursa puntuable per al Campionat d'Espanya) i organitzà Grans Premis ininterrompudament fins al 2010.
Finalment, el 2008 el cèlebre circuit El Cluet es rehabilità i es tornà a inaugurar oficialment al cap d'un any, el 2009. Des d'aleshores, anualment ha anat acollint curses de tota mena, essent-ne la més destacada la de "Clàssiques", disputada habitualment des del 2010 cap al mes de setembre.

### Principals esdeveniments
Els principals esdeveniments internacionals que acollí el Circuit El Cluet al llarg de la seva història foren aquests:
| Esdeveniment                      | Organitzador    | Data usual | De   | A    | Edicions |
| --------------------------------- | --------------- | ---------- | ---- | ---- | -------- |
| Trofeu Ramon Monsonís             | Moto Club Segre | A l'agost  | 1966 | 1967 | 2        |
| Motocròs Internacional de Montgai | Moto Club Segre | A l'agost  | 1968 | 1972 | 5        |
| Premi d'Espanya de 125cc          | Moto Club Segre | Al juliol  | 1973 | 1974 | 2        |
| GP d'Espanya de 125cc             | Moto Club Segre | A l'agost  | 1975 | 1986 | 11       |
| GP d'Espanya de 250cc             | Moto Club Segre | 23 de juny | 1985 | 1985 | 1        |
| Total                             |                 |            |      |      | 21       |

1. ↑   L'any 1985, el circuit acollí el GP d'Espanya de 250cc

### El Gran Premi

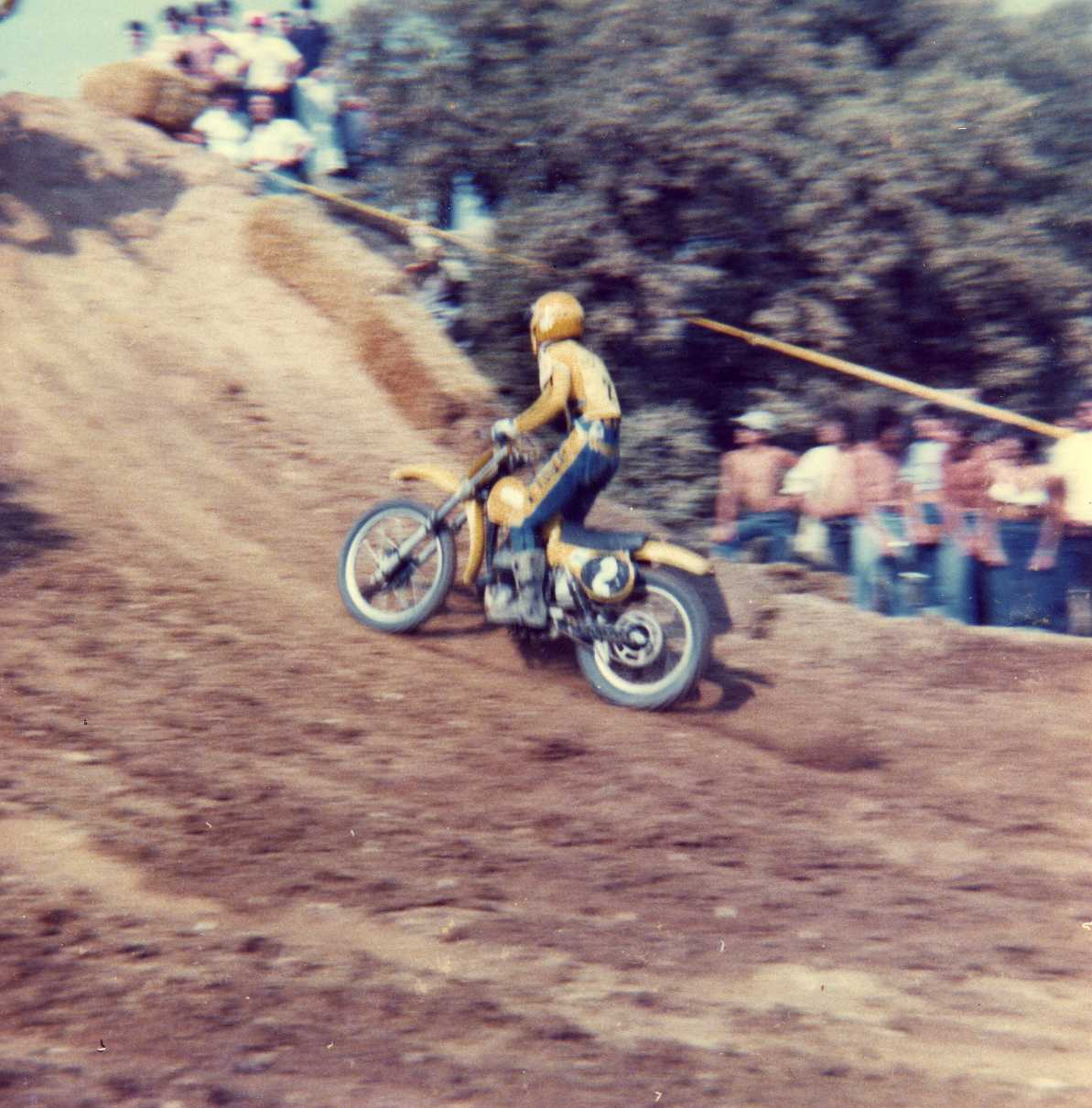
Akira Watanabe al Gran Premi de 1978

El "Gran Premi de Montgai", com es coneixia també el Gran Premi d'Espanya de 125cc, era tradicionalment un dels darrers de la temporada i es disputava a mitjan agost. En ser la penúltima o última cursa de la temporada, aixecava gran expectació internacional, ja que sovint s'hi decidia el campió d'aquell any. Atesa la calor regnant a La Noguera a ple estiu, la cursa es corria a la tarda, repartida en dues mànegues de 45 minuts més dues voltes cadascuna, amb un descans entre mànegues d'una hora.
Amb motiu del Gran Premi, s'engalanava el circuit i dalt de tot del turó s'hi posaven alts pals amb les banderes dels estats participants. Les zones d'aparcament i la resta de serveis es preparaven per a acollir la gentada que s'hi acostava (els espectadors passaven sovint dels 20.000). En una ocasió, a l'hora d'abandonar la zona hi hagué un gran embús a la sortida de l'aparcament, provocat pel fangar que havia format la forta pluja caiguda durant tota la tarda. Només hi havia un punt de sortida i els cotxes varen trigar hores a poder abandonar el recinte (els últims varen sortir a la una de la matinada).
El Cluet fou testimoni de curses memorables, tot i que no s'hi produïren tants èxits "de casa" com al Gran Premi de 250cc que es disputava al Circuit del Vallès, ja que tant els pilots com les marques catalanes no estaven a la mateixa alçada que en l'altra categoria. Tot i així, en alguna ocasió hi hagué bones actuacions de pilots dels Països Catalans, entre els quals Toni Elías, Randy Muñoz o Pablo Colomina. Una de les més recordades fou la de Toni Elías el 1978, quan amb la Bultaco Pursang aconseguí una treballada cinquena posició en una mànega.